# Tethyaster
Genre
Tethyaster est un genre d'étoile de mer abyssales de la famille des Astropectinidae.
L'espèce Tethyaster subinermis peut cependant être observée en Méditerranée à partir de 50 m de profondeur. 

## Taxinomie
Selon World Register of Marine Species (16 décembre 2014) :
- Tethyaster aulophora (Fisher, 1911)
- Tethyaster canaliculatus (A.H. Clark, 1916)
- Tethyaster grandis (Verrill, 1899)
- Tethyaster magnificus (Bell, 1881)
- Tethyaster pacei (Mortensen, 1925)
- Tethyaster subinermis (Philippi, 1837)
- Tethyaster tangaroae Rowe, 1989
- Tethyaster vestitus (Say, 1825)

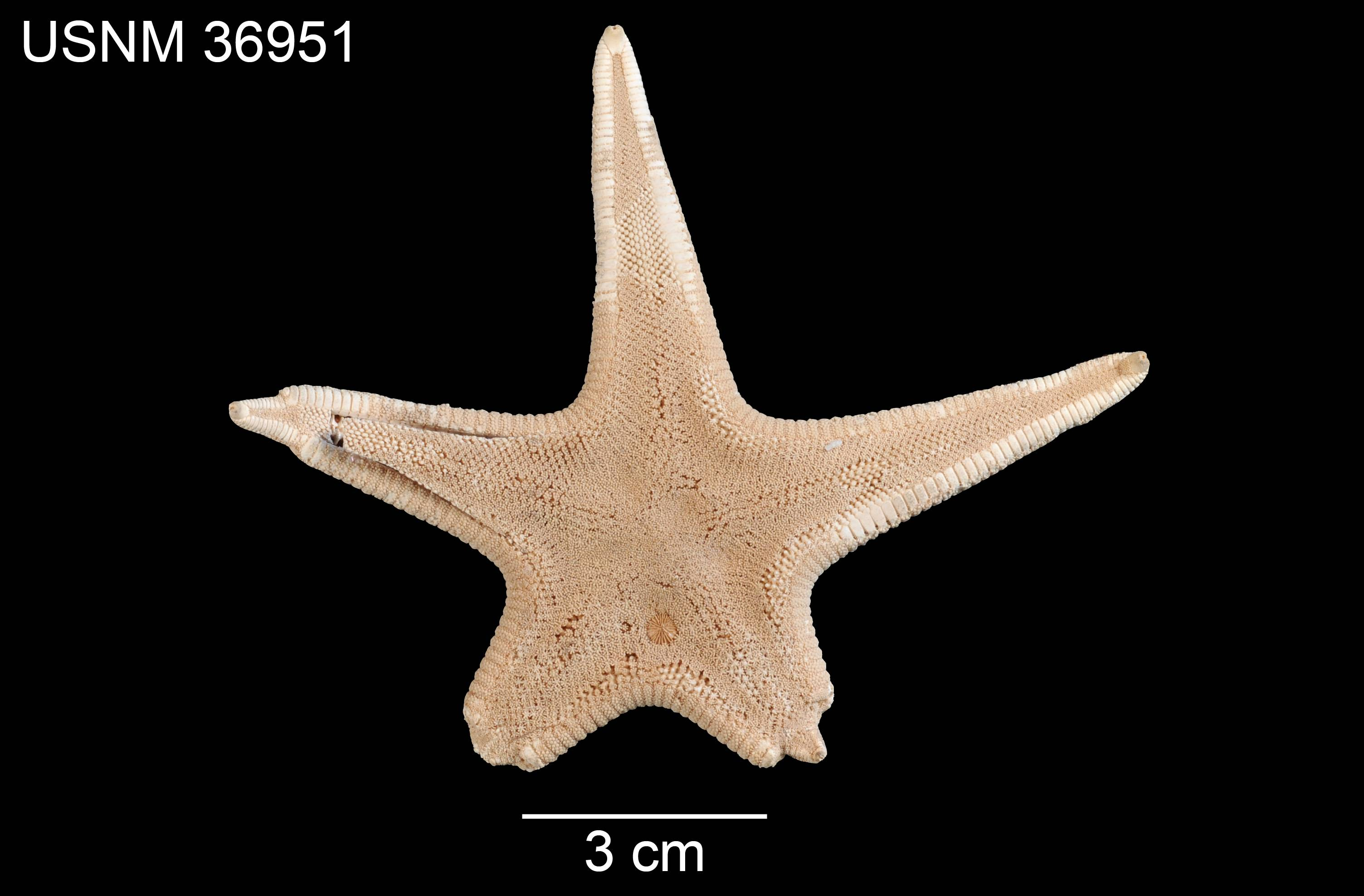
Tethyaster canaliculatus
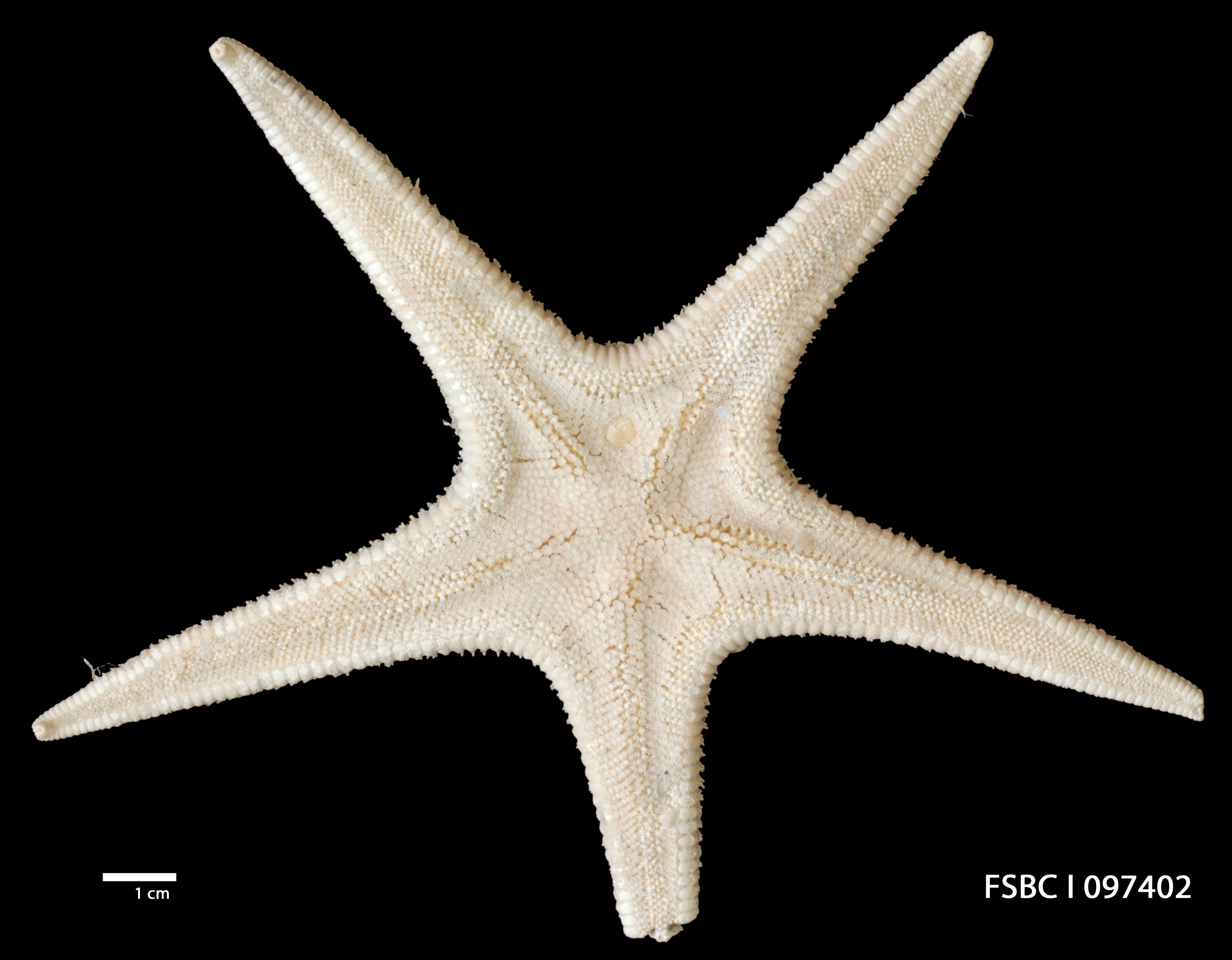
Tethyaster grandis
Tethyaster pacei
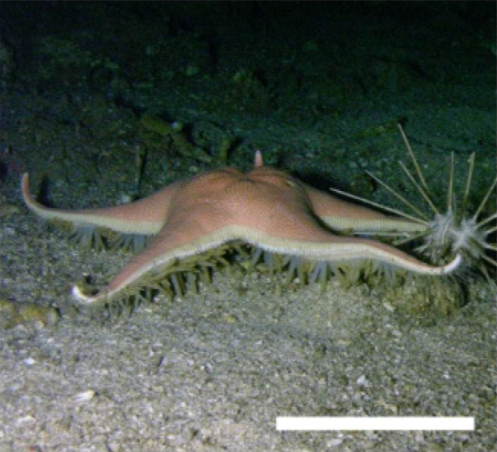
Tethyaster subinermis
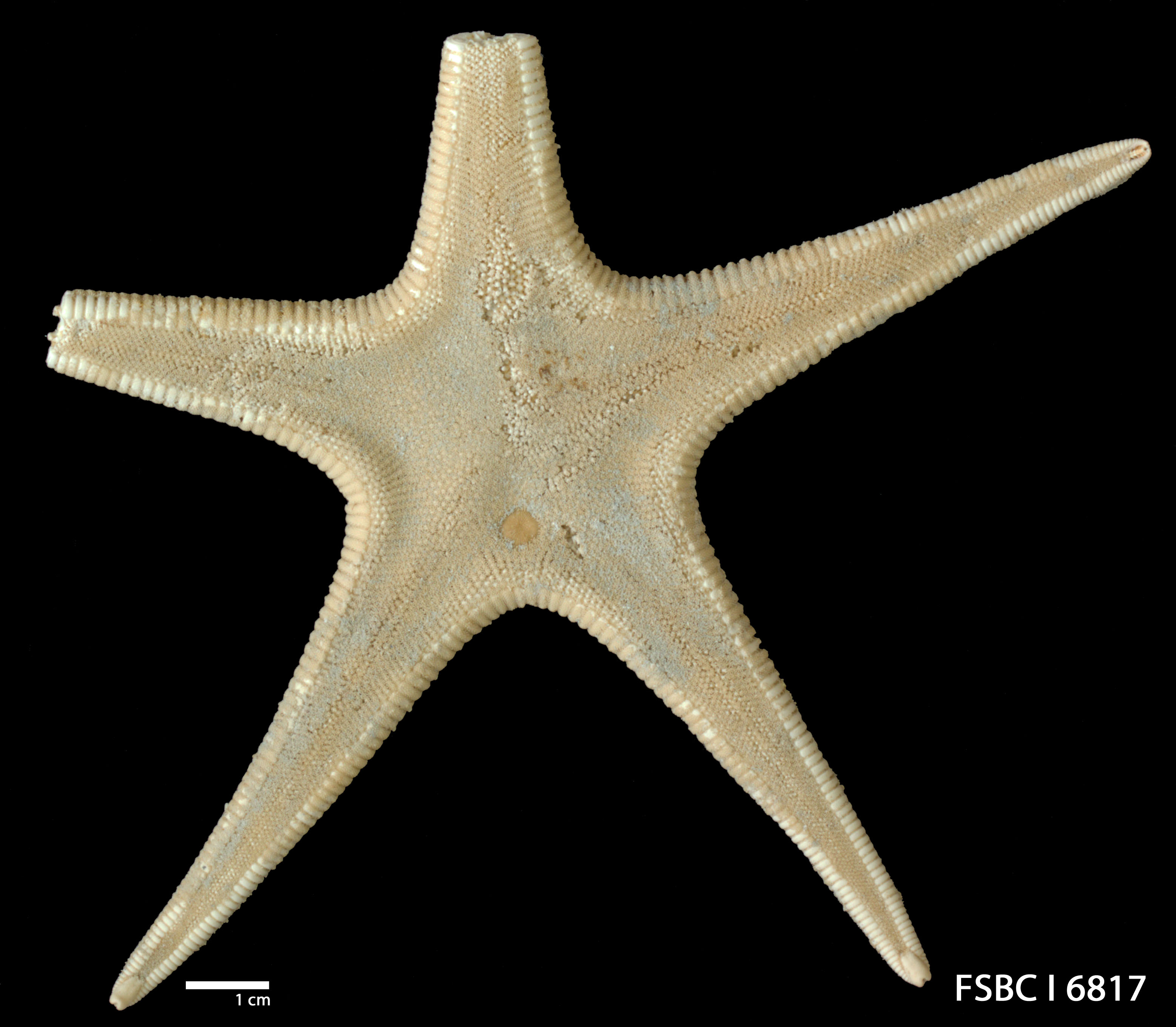
Tethyaster vestitus